# Gare des Deux-Jumeaux
La gare des Deux-Jumeaux  est une gare ferroviaire française située sur le territoire de la commune française d'Hendaye dans le département des Pyrénées-Atlantiques en région Nouvelle-Aquitaine. Elle s'appelait autrefois Hendaye-Plage[Quand ?]. Sa nouvelle appellation provient du nom de deux rochers situés à l'est de la plage d'Hendaye.

## Situation ferroviaire
La gare est située au point kilométrique 230,190 de la ligne de Bordeaux-Saint-Jean à Irun, son altitude est de 33 m.

## Histoire
En 2022, selon les estimations de la SNCF, la fréquentation annuelle de la gare était de 40 965 voyageurs, contre  32 774 voyageurs en 2019 et 21 101 en 2018.

## Service des voyageurs

### Gare

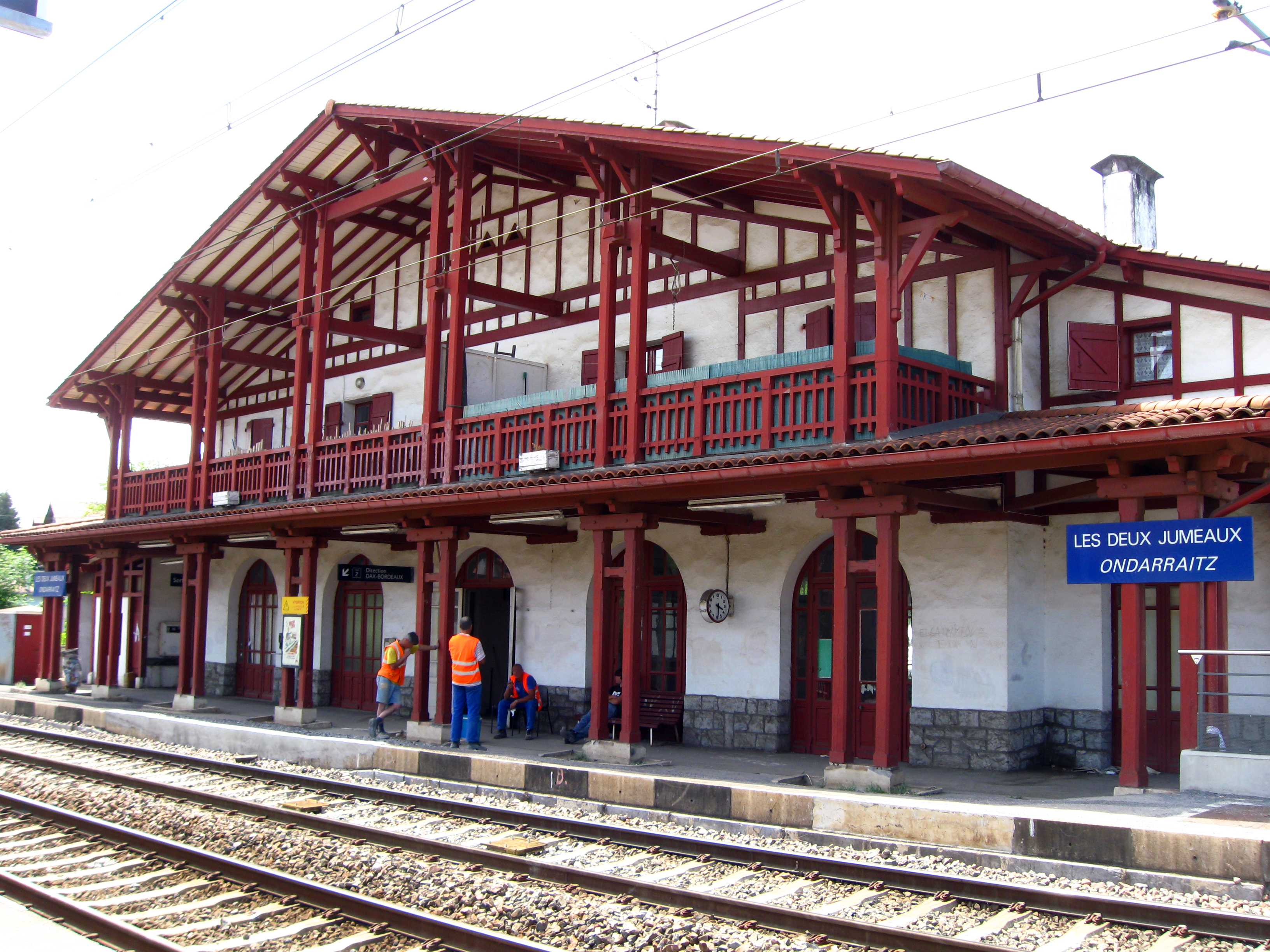
Le bâtiment voyageurs côté voies

La ferme basque a inspiré la conception du bâtiment mélangé au style bord de mer avec auvent de protection des voyageurs complètement intégré dans l'architecture du bâtiment. De plus, l'abri de quai rappelle le bâtiment voyageurs par l'emploi des mêmes matériaux et pour sa signalétique spécifique. Architecte Henry Martinet.

### Desserte
La gare est desservie par les trains TER Nouvelle-Aquitaine.

### Intermodalité
La gare est desservie par les lignes 14 et 26 du réseau Txik Txak.